# San Giovanni a Piro
San Giovanni a Piro (San Giuanni nel dialetto cilentano meridionale)  è un comune italiano di 3 557 abitanti della provincia di Salerno in Campania.

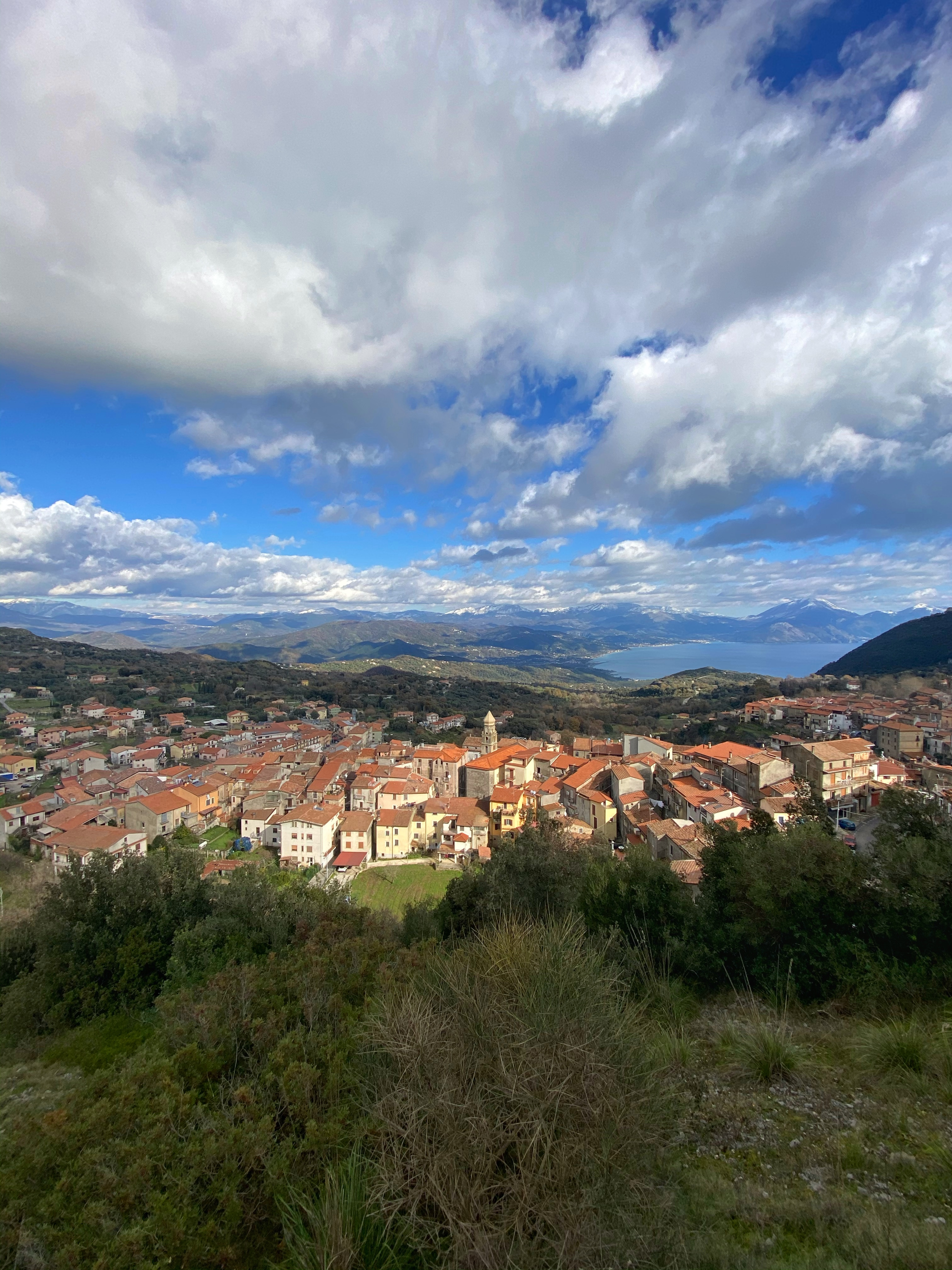
Panoramica del capoluogo

## Geografia fisica
- Classificazione sismica: zona 2 (sismicità media), Ordinanza PCM. 3274 del 20/03/2003.

## Storia
Ha fatto parte del circondario di Camerota, appartenente al Distretto di Vallo del Regno delle Due Sicilie.
Dal 1860 al 1927, durante il Regno d'Italia ha fatto parte del mandamento di Camerota, appartenente al Circondario di Vallo della Lucania.

## Società

### Evoluzione demografica
Abitanti censiti

### Religione
La maggioranza della popolazione è di religione cristiana appartenenti principalmente alla Chiesa cattolica; il comune appartiene alla diocesi di Teggiano-Policastro.

## Geografia antropica

### Frazioni
In base allo statuto comunale di San Giovanni a Piro le frazioni sono:
- Bosco, 427 abitanti, 400 m s.l.m.. Durante i moti del Cilento (1828), osò ribellarsi alla monarchia Borbonica. Come risposta, il Re mandò sul posto il Generale Del Carretto, che rase al suolo il borgo, uccidendo quasi tutti gli abitanti;
- Scario, 1.123 abitanti, 3 m s.l.m.. Sorge sulla costa, ai piedi del monte su cui è arroccato il paese, ed è una nota meta turistica.

## Infrastrutture e trasporti

### Principali arterie stradali
- Strada Regionale 562/a Innesto SS 18-Scario-Bivio Bosco-S.Giovanni a Piro.
- Strada Regionale 562/b S.Giovanni a Piro-Lentiscosa-Marina di Camerota.
- Strada Provinciale 17/a Innesto SR ex SS 562-Bosco-Acquavena-San Cataldo.
- Strada Provinciale 17/c Innesto SR ex SS 562-Abitato di Scario.

### Porti
- Porto turistico di Scario

## Amministrazione

### Sindaci
| Periodo | Periodo   | Primo cittadino              | Partito                        | Carica  | Note |
| ------- | --------- | ---------------------------- | ------------------------------ | ------- | ---- |
| 1809    | 1809      | Tommaso Gagliardo            | [[]]                           | Sindaco |      |
| 1810    | 1810      | Francesco Di Maio            | [[]]                           | Sindaco |      |
| 1811    | 1811      | Giuseppe Giustiniano Lianza  | [[]]                           | Sindaco |      |
| 1812    | 1812      | Giovanni Ferraro             | [[]]                           | Sindaco |      |
| 1813    | 1814      | Lorenzo Ursaia               | [[]]                           | Sindaco |      |
| 1815    | 1816      | Domenico Giovanni Pignataro  | [[]]                           | Sindaco |      |
| 1817    | 1818      | Giuseppe Petrilli            | [[]]                           | Sindaco |      |
| 1819    | 1822      | Lorenzo Ursaia               | [[]]                           | Sindaco |      |
| 1823    | 1825      | Nicola Bellotti              | [[]]                           | Sindaco |      |
| 1826    | 1829      | Lorenzo Ursaia               | [[]]                           | Sindaco |      |
| 1830    | 1832      | Domenico Bellotti            | [[]]                           | Sindaco |      |
| 1833    | 1835      | Pasquale Antonio Giuliani    | [[]]                           | Sindaco |      |
| 1836    | 1837      | Giuseppe Petrilli            | [[]]                           | Sindaco |      |
| 1838    | 1843      | Giovanni De Angelis          | [[]]                           | Sindaco |      |
| 1844    | 1847      | Giuseppe Panzera             | [[]]                           | Sindaco |      |
| 1848    | 1850      | Giovanni Ferrara             | [[]]                           | Sindaco |      |
| 1851    | 1855      | Giulio Ursaia                | [[]]                           | Sindaco |      |
| 1856    | 1856      | Domenico Bellotti            | [[]]                           | Sindaco |      |
| 1857    | 1860      | Vincenzo Brizzuti            | [[]]                           | Sindaco |      |
| 1861    | 1861      | Giuseppe Di Maio             | [[]]                           | Sindaco |      |
| 1862    | 1865      | Giovanni De Angelis          | [[]]                           | Sindaco |      |
| 1866    | 1870      | Vincenzo Sebastiano Petrilli | [[]]                           | Sindaco |      |
| 1871    | 1872      | Urbano Sorrentino            | [[]]                           | Sindaco |      |
| 1873    | 1875      | Michele De Angelis           | [[]]                           | Sindaco |      |
| 1876    | 1876      | Giuseppe Petrilli            | [[]]                           | Sindaco |      |
| 1877    | 1879      | Luigi Fatigati               | [[]]                           | Sindaco |      |
| 1880    | 1880      | Antonio Bellotti             | [[]]                           | Sindaco |      |
| 1881    | 1882      | Michele De Angelis           | [[]]                           | Sindaco |      |
| 1883    | 1884      | Benedetto Sorrentino         | [[]]                           | Sindaco |      |
| 1885    | 1891      | Luigi Fatigati               | [[]]                           | Sindaco |      |
| 1892    | 1896      | Michele De Angelis           | [[]]                           | Sindaco |      |
| 1899    | 1900      | Domenico Florimonte          | [[]]                           | Sindaco |      |
| 1901    | 1906      | Antonio Bellotti             | [[]]                           | Sindaco |      |
| 1907    | 1911      | Luigi Fatigati               | [[]]                           | Sindaco |      |
| 1912    | 1912      | Michele De Angelis           | [[]]                           | Sindaco |      |
| 1913    | 1914      | Bernardo Miele               | [[]]                           | Sindaco |      |
| 1915    | 1925      | Raffele Petrilli             | [[]]                           | Sindaco |      |
| 1926    | 1937      | Raffele Petrilli             | [[]]                           | Sindaco |      |
| 1938    | 1940      | Lorenzo Lentini              | [[]]                           | Sindaco |      |
| 1941    | 1942      | Ambrogio Beati               | [[]]                           | Sindaco |      |
| 1943    | 1944      | Vincenzo Riviello            | [[]]                           | Sindaco |      |
| 1945    | 1950      | Amedeo De Angelis            | [[]]                           | Sindaco |      |
| 1950    | 1955      | Giuseppe Alleva              | [[]]                           | Sindaco |      |
| 1955    | 1960      | Pasquale D'Angelo            | [[]]                           | Sindaco |      |
| 1960    | 1975      | Leopoldo Bellotti            | [[]]                           | Sindaco |      |
| 1975    | 1984      | Felice Palazzo               | Democrazia Cristiana           | Sindaco |      |
| 1985    | 1990      | Felice Palazzo               | Democrazia Cristiana           | Sindaco |      |
| 1990    | 1994      | Felice Palazzo               | Democrazia Cristiana           | Sindaco |      |
| 1994    | 1994      | Giuseppina Supino            | commissario prefettizio        | Sindaco |      |
| 1994    | 1998      | Davide D'Angelo              | Forza Italia                   | Sindaco |      |
| 1998    | 1999      | Gennaro Marotta              | PPI                            | Sindaco |      |
| 1999    | 2000      | Pietro Donniacuo             | commissario prefettizio        | Sindaco |      |
| 2000    | 2005      | Felice Palazzo               | L'Ulivo                        | Sindaco |      |
| 2005    | 2010      | Maria Stella Giannì          | Lista civica (Forza Italia)    | Sindaco |      |
| 2010    | 2015      | Maria Stella Giannì          | Lista civica (PdL)             | Sindaco |      |
| 2015    | 2020      | Ferdinando Palazzo           | Lista civica (Centro-sinistra) | Sindaco |      |
| 2020    | in carica | Ferdinando Palazzo           | Lista civica (Centro-sinistra) | Sindaco |      |

### Altre informazioni amministrative
Le competenze in materia di difesa del suolo sono delegate dalla Campania all'Autorità di bacino regionale Sinistra Sele.